# 哥舒翰纪功碑
哥舒翰纪功碑，位于中国甘肃省临洮县，为一个省级文物保护单位，类型为石窟寺及石刻。
哥舒翰纪功碑的历史年代为唐代。